# Wettera
Die Wettera ist ein rechter Nebenfluss der Saale im Saale-Orla-Kreis im Südosten von Thüringen. 
Sie entspringt am Nordrand des Rosenbühls südlich von Tanna und fließt anschließend in nördlicher Richtung weiter durch die Leitenteiche, die Stadt Tanna, Frankendorf und den Speicher Frankendorf, bevor sich ihre Fließrichtung nach Westen ändert und in einem engen Tal die Bundesautobahn 9 unterquert und Raila erreicht. Unterhalb von Raila erreicht der schmale Talgrund die Bleilochtalsperre bei Gräfenwarth, wo die Wettera seit Bau des Stausees 1932 mündet. Vorher befand sich ihre Mündung in die Saale noch etwa zwei Kilometer weiter westlich.
Als Verkehrsweg spielt das Tal der Wettera keine besondere Rolle und ist im Großteil lediglich durch Feldwege erschlossen.
Entlang der Wettera erstreckt sich das 93,9 ha große Naturschutzgebiet Wettera, das im Jahr 2003 unter Naturschutz gestellt wurde.